# Солодовник Олег Петрович
Олег Петрович Солодовник (нар. 11 грудня 1966, Дніпропетровськ, УРСР) — радянський, російський та український футзаліст, нападник, по завершенні кар'єри — футзальний тренер.

## Клубна кар'єра
Солодовник розпочав займатися футболом 1978 року в дніпропетровській ДЮСШ-12. Перший тренер - Геннадій Григорович Шур. В період 1980-1983 рр. займався у футбольній школі «Дніпро-75», звідки його відрахував тренер Герман Кудзієв як неперспективного гравця. 
1989 року він був запрошений до складу місцевого футзального «Механізатора». У його складі Олег виграв єдиний кубок СРСР з міні-футболу, а також взяв участь в чемпіонаті СРСР з футзалу. Непогано проявивши себе, отримав запрошення в московську «Діну».
У складі «Діни» Солодовник провів три сезони, за які тричі виграв чемпіонат країни і двічі ставав володарем кубка. Покинувши московський клуб, Олег трохи пограв в челябінському «Феніксі», після чого на третину року виїхав до США, де виступав за клуб CISL «Піттсбург Стінгерс». Після виступів у США Солодовник повернувся в Україну. Там він грав за «Механізатор-Металіст», «Інтеркас» та «Шахтар».

## Кар'єра в збірній
Олег Солодовник взяв участь в практично усіх матчах збірних СРСР та СНД з футзалу. А в складі збірної Росії взяв участь у чемпіонаті світу 1992 року. На цьому турнірі росіяни посіли 3 місце в групі C, де поступилися збірним Іспанії та США, але випередили збірну Китаю. Пізніше Олег дебютував і за збірну України. У футболці української збірної виступав на дебютному для неї чемпіонату світу 1996 року в Іспанії, де вона посіла 5 місце.

## Кар'єра тренера
2001 року Солодовник очолив донецький «Шахтар», в якому трохи раніше завершив кар'єру гравця. Він пробув біля керма команди понад вісім років, за які п'ять разів виграв український чемпіонат, тричі брав кубок і суперкубок, в результаті чого став одним з найтитулованіших тренерів України. Але на початку 2010 року керівництво донецького клубу відправило його у відставку. Деякий час по тому він очолив грузинський клуб «Іберія Стар».
Провівши в Грузії півтора року, Солодовник покинув її і до 2014 року тренував «Єнакієвець». Після розформування клубу через військову агресію Росії на Сході України, очолив казахський Мунайши (Жанаозен). Проте незабаром у клуба розпочалися фінансові проблеми. Через рік на базі футбольного клубу «Актобе» була створена футзальна команда і на запрошення президента ФК «Актобе», Олег Петрович був призначений головним тренерів футзальної команди «Актобе». У перший рік роботи (2016/17), став бронзовим призером чемпіонату Казахстану, другий сезон став для Олега Петровича більш ніж успішним — вихід у фінальну стадію чемпіонату Казахстану (2017/18) і завоювання вже срібних медалей, які дали «Актобе» право грати в елітному раунді кубка УЄФА. 8 червня 2020 року термін дії контракту Солодовника з «Актобе» завершився і він залишив команду.
9 вересня 2020 року очолив казахський «Байтерек».

## Досягнення

### Як гравця
- Кубок СРСР
  -  Володар (1): 1991

- Чемпіонат СНД
  -  Чемпіон (1): 1992

- Чемпіонат Росії
  -  Чемпіон (2): 1992/93, 1993/94

- Кубок Росії
  -  Володар (2): 1992, 1993

- Кубок Вищої ліги
  -  Володар (1): 1993

- Чемпіонат України
  -  Чемпіон (1): 1999
  -  Срібний призер (2): 1997, 1998

- Кубок України
  -  Володар (2): 1994/95, 1995/96
  -  Фіналіст (1): 1997/98

### Як тренера
- Чемпіонат України
  -  Чемпіон (5): 2002, 2004, 2005, 2006, 2008

- Кубок України
  -  Володар (3): 2003, 2004, 2006

- Чемпіонат Грузії
  -  Чемпіон (1): 2011

- Чемпіонат Казахстану
  -  Срібний призер (1): 2017/18
  -  Бронзовий призер (1): 2016/17

### Відзнаки
- Заслужений тренер України